# Wesley Barry
Wesley Barry (né le 10 août 1907 à Los Angeles, Californie et mort le 11 avril 1994 à Fresno, Californie) est un acteur, un réalisateur et un producteur de cinéma américain.

## Biographie
Il commence sa carrière au cinéma dans des rôles de gamin débrouillard et gagne une certaine célébrité. Il apparaît ainsi aux côtés de Mary Pickford dans Papa longues jambes ou La Petite Vivandière, aux côtés de Colleen Moore dans Grain de son (Dinty) ou aux côtés de Gloria Swanson dans L'Admirable Crichton.
L'arrivée du parlant, combinée avec son passage à l'âge adulte, lui fait perdre sa spécificité et il tourne ensuite de petits rôles dans des films de série B. Il se tourne ensuite vers la réalisation, comme assistant puis comme réalisateur, et la production.

## Filmographie

### Comme acteur
- 1916 : Maybe Moonshine de William Beaudine
- 1917 : Rebecca of Sunnybrook Farm de Marshall Neilan
- 1917 : The Fifth Boy de Raymond Wells
- 1918 : Amarilly of Clothes-Line Alley de Marshall Neilan : le frère d'Amarilly
- 1918 : Johanna Enlists de William D. Taylor : le frère de Johanna
- 1918 : How Could You, Jean? de William D. Taylor : un des enfants
- 1918 : Empty Pockets de Herbert Brenon
- 1919 : Daddy-Long-Legs de Marshall Neilan : un orphelin
- 1919 : The Unpardonable Sin de Marshall Neilan
- 1919 : A Woman of Pleasure de Wallace Worsley
- 1920  : Ne vous mariez jamais (Don't Ever Marry) de Marshall Neilan et Victor Heerman
- 1920 : Le Système du Docteur Ox (Go and Get It) de Marshall Neilan et Henry Roberts Symonds
- 1920 : The White Circle de Maurice Tourneur : Fred
- 1920 : The County Fair de Maurice Tourneur : Tommy Perkins
- 1920 : Dinty de Marshall Neilan : Dinty
- 1921 : School Days de William Nigh : Speck Brown
- 1921 : Stranger Than Fiction de J. A. Barry
- 1921 : Bits of Life de Marshall Neilan : Tom Levitt
- 1921 : The Lotus Eater de Marshall Neilan : Jocko
- 1921 : Bob Hampton of Placer de Marshall Neilan : Dick
- 1922 : Penrod de Marshall Neilan : Penrod
- 1922 : Heroes of the Street de William Beaudine
- 1922 : Rags to Riches de Wallace Worsley
- 1923 : The Printer's Devil de William Beaudine
- 1923 : The Country Kid de William Beaudine
- 1925 : Battling Bunyan de Paul Hurst : Battling Bunyan
- 1924 : How McDougall Topped the Score de V. Upton Brown : McDougall Jr.
- 1924 : George Washington, Jr. de Malcolm St. Clair : George Belgrave
- 1924 : His Own Law : Buddy Emerson
- 1925 : The Fighting Cub de Paul Hurst : Thomas Patrick O'Toole
- 1925 : Les Cadets de la mer (The Midshipman) de Christy Cabanne : Ted Lawrence
- 1925 : My Home Town
- 1927 : In Old Kentucky de John M. Stahl : Skippy Lowry
- 1927 : Wild Geese de Phil Goldstone : Martin Gare
- 1928 : Top Sergeant Mulligan de James P. Hogan : Mickey Neilan
- 1928 : Skyscraper d'Howard Higgin
- 1930 : Sunny Skies de Norman Taurog : Sturrle
- 1930 : The Thoroughbred de Richard Thorpe : Tod Taylor
- 1930 : Border Romance de Richard Thorpe
- 1931 : Hell Bent for Frisco de Stuart Paton : le journaliste
- 1933 : Get That Venus de Arthur Varney-Serrao
- 1934 : Le Calvaire de Flora Winters (The Life of Vergie Winters) de Alfred Santell
- 1934 : Enlighten Thy Daughter de John Varley : Wes
- 1935 : Men of the Hour de Lambert Hillyer : Dick Williams
- 1936 : Lady Be Careful de Theodore Reed : Texas
- 1937 : Wild Money de Louis King : Orvil
- 1937 : Rich Relations de Clifford Sanforth : Albert
- 1938 : Mr. Doodle Kicks Off (en) de Leslie Goodwins : le premier étudiant
- 1938 : The Mexicali Kid de Wallace Fox : The Mexicali Kid
- 1939 : Stunt Pilot de George Waggner : Glenn

### Comme réalisateur
- 1952 : The Steel Fist
- 1953 : Trail Blazers
- 1953 : Secret of Outlaw Flats
- 1954 : The Outlaw's Daughter
- 1954 : Racing Blood (en)
- 1955 : Phantom Trails
- 1962 : The Creation of the Humanoids
- 1962 : The Jolly Genie

### Comme producteur
- 1950 : Sideshow de Jean Yarbrough (producteur associé)
- 1951 : Navy Bound de Paul Landres (producteur associé)
- 1952 : Behind Southern Lines de Thomas Carr
- 1952 : The Ghost of Crossbones Canyon de Frank McDonald
- 1952 : Yukon Gold de Frank McDonald et William Beaudine (producteur associé)
- 1952 : Sea Tiger de Frank McDonald
- 1952 : The Steel Fist
- 1953 : Border City Rustlers de Frank McDonald
- 1953 : Secret of Outlaw Flats avec Frank McDonald(producteur associé)
- 1953 : Six Gun Decision de Frank McDonald
- 1953 : Trail Blazers
- 1954 : The Two Gun Teacher de Frank McDonald
- 1954 : Trouble on the Trail de Frank McDonald
- 1954 : The Outlaw's Daughter
- 1954 : Racing Blood (en)
- 1955 : Phantom Trails avec Frank McDonald
- 1955 : The Titled Tenderfoot de Frank McDonald
- 1955 : Timber Country Trouble  de Frank McDonald (producteur associé)
- 1962 : The Creation of the Humanoids